# Guacamelee!
Guacamelee! è un videogioco a piattaforme sviluppato e pubblicato da DrinkBox Studios nel 2013 per PlayStation 3 e PlayStation Vita. Il gioco è stato convertito per Microsoft Windows, macOS e Linux con il titolo Guacamelee! Gold Edition. La versione Guacamelee! Super Turbo Championship Edition, distribuita nel 2014 per Windows, PlayStation 4, Wii U, Xbox 360 e Xbox One include alcuni DLC e il multiplayer a quattro giocatori in modalità cooperativa.
Juan Aguacante, il protagonista di Guacamelee!, compare nei videogiochi Runbow e Indivisible.

## Trama

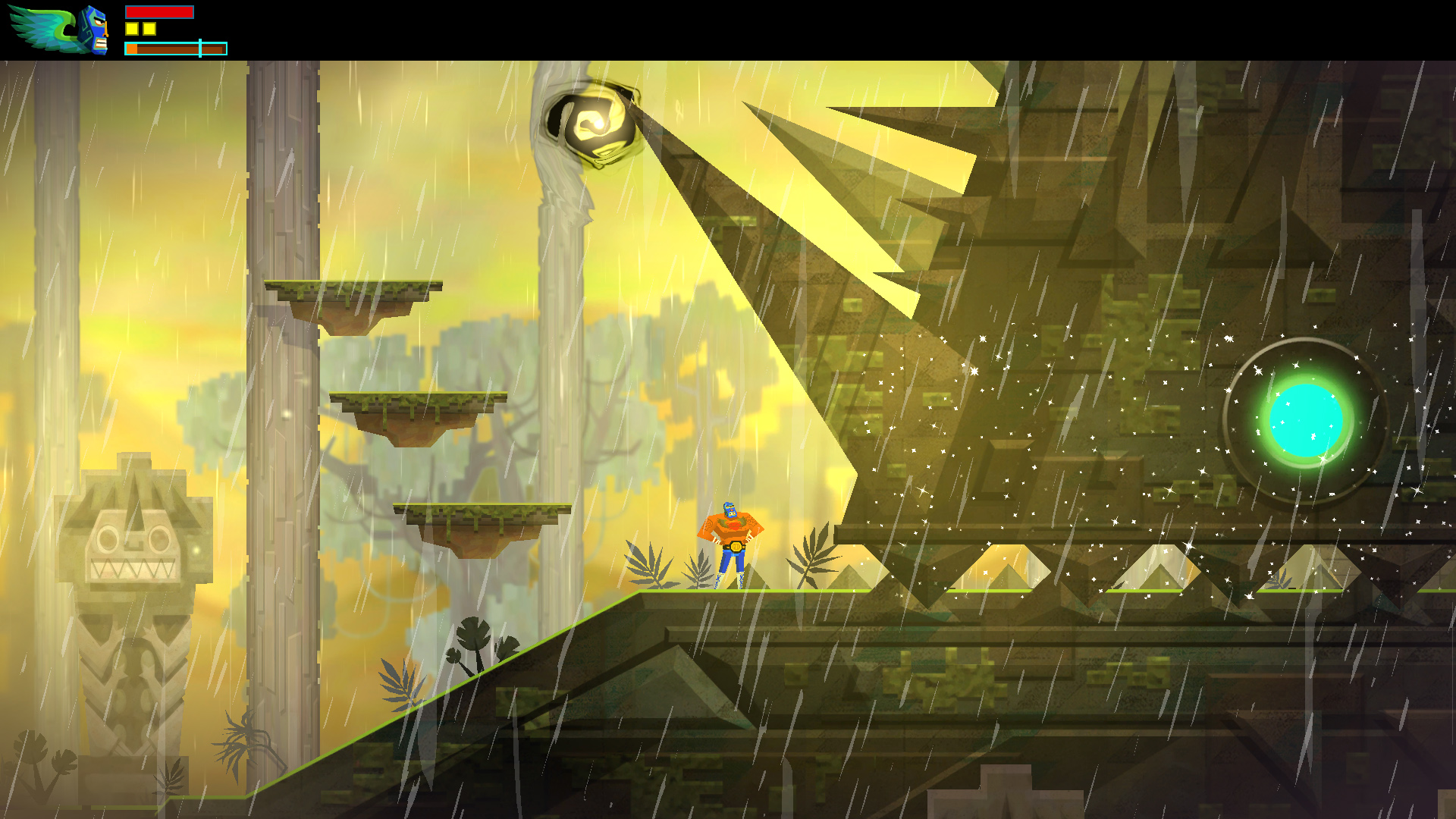
Screenshot del gioco

In un piccolo villaggio del Messico, Juan Aguacate è un umile raccoglitore di agave perdutamente innamorato della sua amica d'infanzia Lupita (figlia di El Presidente). Un giorno il loro villaggio viene attaccato dal malvagio Carlos Calaca, uno stregone scheletro uscito direttamente dalle leggende messicane che, senza mezze misure, uccide Juan e rapisce la donzella. Arrivato nel mondo dei morti, il nostro eroe fa la conoscenza di una misteriosa luchadora di nome Tostada, che donandogli una maschera altrettanto misteriosa, lo trasforma in un potente luchador facendolo tornare nel mondo dei vivi.
Il gioco segue le gesta di Juan nel suo tentativo di liberare la sua amata dalle grinfie di Calaca, che vuole sacrificare Lupita in un rituale per unire il mondo dei vivi e quello dei morti, che finirebbero per essere entrambi alla sua mercé.
Nel corso della storia, gli scontri coi sottoposti di Calaca porteranno poteri speciali e cambi radicali in Juan, su tutti la sua trasformazione in pollo ad opera della strega X'tabay, incantesimo che verrà spezzato da un altro pollo dai poteri mistici inaspettati... L'identità dell'animale è legata a filo doppio col passato di Calaca, come racconterà la stessa X'tabay dopo essere stata sconfitta. Carlos era un tempo un grande gaucho da rodeo. Alla vigilia di un'importante gara si ruppe un braccio e fece un patto col Diavolo: la sua anima in cambio della guarigione. Peccato che immediatamente dopo la vittoria, il Re degli Inferi venne a reclamare ciò che era suo e lo trascinò all'inferno. X'tabay aiutò però Calaca coi suoi poteri magici e riuscì ad aggirare Lucifero trasformandolo in quel pollo che aiutò Juan con l'incantesimo. L'interesse del Diavolo per Juan è chiaro, quindi: se esso sconfigge Calaca lui riavrà i suoi poteri e potrà governare nuovamente l'oltretomba.
Dopo essersi scontrato con le inesauribili schiere di Calaca, Juan non riesce però a interrompere la cerimonia dello scheletro, ed è costretto a battersi con la versione demoniaca di Carlos Calaca. Una volta sconfitto, in base al numero di sfere magiche raccolte durante la partita (sei in totale), si otterrà uno dei due finali. In quello NORMALE Juan torna al villaggio col corpo senza vita di Lupita, vive una vita pacifica fino alla vecchiaia, raggiungendo la sua amata nell'aldilà. Nel finale POSITIVO, invece, Lupita viene fatta rivivere grazie al potere nella maschera del luchador e i due tornano insieme al villaggio, dove si sposano. Questo è effettivamente il punto di partenza del seguito Guacamelee! 2.

## Modalità di gioco
Guacamelee! è un ibrido tra un Metroidvania e un picchiaduro. Il giocatore controlla il luchador Juan Aguacate. Il mondo di gioco è un open world non lineare, in cui si dovranno completare diversi obiettivi e recuperare power-up per progredire con la storia principale. L'eliminazione di nemici farà guadagnare monete con cui si potranno acquistare abilità negli appositi negozi. Il gioco comprende la modalità co-op in split screen (quindi sul medesimo computer e non online), durante la quale il secondo giocatore assumerà il ruolo di Tostada: guardiana della maschera.